# Barga Jazz Festival
Il Barga Jazz Festival è una manifestazione musicale jazzistica che si tiene in estate a Barga, in provincia di Lucca, dal 1986. Il Festival comprende, oltre ai concerti, il Concorso Internazionale di Arrangiamento e Composizione per Orchestra Jazz, il Barga Jazz Contest, le attività didattiche ed alcune manifestazioni collaterali.

## Storia
Il Festival nacque nel 1986 per iniziativa del barghigiano Giancarlo Rizzardi, musicista di orchestre da ballo e appassionato di jazz. Inizialmente le esibizioni si svolgevano al Cinema Roma, situato nella parte nuova del paese. Dal 1999, a restauri completati, la manifestazione si svolge all'interno del settecentesco Teatro dei Differenti, in pieno centro storico.
Fin dall'inizio, la manifestazione si distinse per l'originale proposta di caratterizzarla con un concorso di arrangiamento e composizione per orchestra jazz. L'idea ebbe concreta realizzazione con la collaborazione del musicista Bruno Tommaso, a cui venne affidata la direzione musicale e dell'orchestra. Un significativo contributo all'affermazione della manifestazione fu dato da Adriano Mazzoletti, primo presentatore del Festival.
La genericità del regolamento della prima edizione del Festival creò qualche difficoltà nella selezione delle numerose partiture pervenute alla giuria del concorso cosicché, dalle edizioni successive, fu deciso di dare un indirizzo più preciso ai concorrenti assegnando, ogni anno, un tema specifico. Le successive undici edizioni furono dedicate alle composizioni di un musicista ritenuto particolarmente rilevante nella storia della musica jazz. Dal 2000 è stata adottata una nuova formula che prevede la partecipazione di un musicista ancora in attività, invitato al Festival per suonare con l'Orchestra del Barga Jazz Festival su arrangiamenti scritti per lui dai concorrenti. L'edizione 2006 del ventennale, come riconoscimento, è stata dedicata a Bruno Tommaso e alle sue musiche.
Si sono esibiti al Festival, tra gli altri: Lee Konitz, Enrico Pieranunzi, Massimo Urbani, Fulvio Sisti, Gianluigi Trovesi, la Liberation Orchestra di Charlie Haden con Geri Allen, Joe Lovano, Dewey Redman, Paul Motian, Enrico Rava, Gianluigi Trovesi, Franco D'Andrea, Giorgio Gaslini, Kenny Wheeler, Dave Liebman, Tom Harrell, Dado Moroni, Steve Swallow, Gianluca Petrella, Pietro Tonolo, Roberto Martinelli, Tiziana Ghiglioni, Marco Tamburini, Paolo Fresu.

## Gli eventi della settimana del Festival

### Barga in Jazz
Molto apprezzato dal pubblico, che interviene sempre numeroso, è divenuto di fatto l'evento popolare d'apertura della manifestazione in cui diversi gruppi jazz o singoli musicisti si esibiscono contemporaneamente in vari luoghi all'aperto del centro storico di Barga, dal pomeriggio a mezzanotte. Si svolge dal 1997 nella domenica che precede il Concorso. Dal 2015, nel contesto di Barga in Jazz si svolge il Terramare Contest a cui partecipano alcuni gruppi selezionati attraverso uno specifico bando di concorso e giudicati dal pubblico presente alla loro esibizione in vivo.

### Concorso Internazionale di Arrangiamento e Composizione per Orchestra Jazz

#### Sezione A
È la sezione relativa all'arrangiamento di un brano della tematica di riferimento o del musicista a cui è dedicata l'edizione del Concorso. Le partiture devono essere obbligatoriamente orchestrate per l'organico indicato nel bando. Dal 2000 deve essere prevista anche una parte specifica per il solista ospite.

#### Sezione B
È la sezione dedicata alle composizioni originali a tema libero. I partecipanti, comunque, devono incentrare il proprio lavoro compositivo su di uno strumento solista, indicato dal bando tra quelli presenti in orchestra.

#### Sezione C
Presente nelle edizioni dal 1989 al 2010, fu introdotta a seguito della collaborazione con le attività didattiche estive di Siena Jazz, ove si teneva un corso di arrangiamento e composizione per orchestra jazz tenuto da Giancarlo Gazzani, i cui migliori allievi a giudizio del docente avevano la possibilità di partecipare a questa sezione a loro dedicata.
Nell'edizione ridotta del 1993, per problemi economici priva delle sezioni A e B e dell'Orchestra del Barga Jazz Festival, furono eseguiti i soli brani orchestrati dagli allievi di Siena Jazz utilizzando l'orchestra laboratorio formata per quei seminari da Bruno Tommaso assieme a Gazzani.

#### Sezione D/Barga Jazz Contest
Dedicata a gruppi emergenti composti da tre a sette elementi, fu istituita nel 1992 facendo parte del concorso principale fino al 2010. Dal 2011 è divenuta un concorso autonomo denominato Barga Jazz Contest. Selezionati da una giuria qualificata, i gruppi migliori sono invitati ad esibirsi al Barga Jazz Festival nelle serate finali. Nell'ambito del Barga Jazz Contest vengono premiati il miglior gruppo emergente ed il miglior solista con un riconoscimento speciale dedicato a Luca Flores.

#### Sezione E
Presente nella sola edizione 2006 del ventennale, come omaggio a Bruno Tommaso a cui era dedicata, fu una sezione speciale per direttori d'orchestra jazz i quali, alternandosi sul podio, ebbero a disposizione l'Orchestra del Barga Jazz Festival per mettere a punto un brano da eseguire nella serata dedicata a questa specifica sezione.

#### Orchestra del Barga Jazz Festival
L'orchestra rappresenta il fulcro del Festival. Ad essa sono affidati i compiti di esecuzione dei brani in concorso e l'accompagnamento nei concerti dei solisti ospiti. A partire dall'edizione del 2001 è tradizione che l'Orchestra del Barga Jazz Festival si esibisca nella serata di apertura di Serravalle Jazz, festival che si tiene annualmente a Serravalle Pistoiese la settimana successiva a quello di Barga, eseguendo brani del proprio repertorio e quelli più significativi dell'ultima edizione.
Oltre a Bruno Tommaso, che ne è stato il direttore storico per ventisei edizioni, hanno diretto l'Orchestra del Barga Jazz Festival: Mauro Grossi, Massimo Nunzi, Mario Raja, Giancarlo Rizzardi, Marco Tiso e Antonello Vannucchi.

#### Barga Jazz Ensemble
Il Barga Jazz Ensemble è una formazione composta da alcuni musicisti dell'Orchestra del Barga Jazz Festival, selezionati tra quelli più adatti allo sviluppo di nuovi progetti da presentare durante il periodo del Festival.

### Didattica
Nell'ambito del Barga Jazz Festival sono in programma anche master class, workshop, corsi e seminari, con lezioni teoriche e momenti pratici di musica d'assieme, per strumentisti, arrangiatori e direttori d'orchestra. Ai partecipanti viene offerta la possibilità di esibirsi nell'open session della rassegna nel corso di Barga in Jazz.

### Dopo festival del gruppo EnoJazz
Durante la settimana del concorso viene allestito un luogo per lo svolgimento delle jam session che si tengono dopo i concerti fino a notte inoltrata e a cui partecipano i protagonisti del Festival, musicisti di passaggio ed un numeroso pubblico desideroso di prolungare la serata ascoltando musica eseguita all'insegna dell'improvvisazione più libera.

## Manifestazioni collaterali

### Live in Barga
Organizzata dall'Associazione Pro Loco in collaborazione con l'amministrazione comunale, si svolge a Barga centro storico durante tutta la seconda metà di luglio. Meglio conosciuta come Festa del Centro Storico o Festa delle Piazzette, la manifestazione prevede una serie di concerti di musica dal vivo organizzati sotto la direzione artistica ed organizzativa del Barga Jazz Club e del Barga Jazz Festival.

### Girando alla tonda/Turn around
Dal 2001, anno della quattordicesima edizione del Festival, Barga Jazz coinvolge tutta la Valle del Serchio. I concerti di questa manifestazione, curati dall'Associazione Polyphonia in collaborazione con i vari comuni del territorio e la Comunità Montana della Media Valle, si tengono nei mesi di luglio e agosto, costituendo un viaggio alla scoperta della Media Valle del Serchio e di Lucca tramite l'abbinamento a un concerto di qualità.

### Autumn Live!
Serie di concerti che, dal 2006, si tengono in ottobre e novembre presso il Barga Jazz Club. La manifestazione si propone come "vetrina" di progetti originali presentati in anteprima rispetto ai festival dell'anno successivo.

## Barga Jazz Club
Nato in tempi relativamente recenti, rispetto al Festival, il Barga Jazz Club svolge l'importante funzione di mantenere vivo l'interesse per la musica jazz e per Barga durante tutto l'anno.